# Marco Giulio Gessio Marciano
Marco Giulio Gessio Marciano (latino: Marcus Julius Gessius Marcianus; ... – prima del 217) è stato un politico romano dell'Impero, appartenente alla dinastia dei Severi.
Gessio Marciano era originario di Arca Caesarea in Siria (moderna Arqa in Libano). La carriera di Marciano gli permise di passare all'ordine equestre e divenne magistrato.

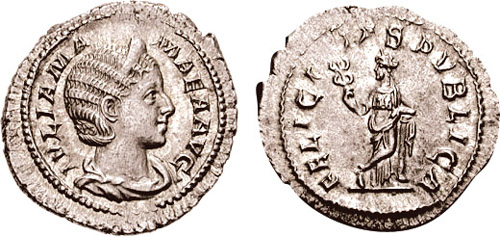
Giulia Mamea, moneta

Si legò alla dinastia severiana sposando Giulia Avita Mamea, divenendone il secondo marito, la seconda figlia della potente donna siriano-romana Giulia Mesa e del nobile siriano Giulio Avito; la zia materna era l'imperatrice Giulia Domna moglie dell'imperatore Settimio Severo; i suoi cugini materni erano gli imperatori Caracalla e Geta, mentre il nipote era Eliogabalo.
Mamea diede a Marciano due figli, una bambina di nome Theoclia e un figlio di nome Marco Giulio Gessio Bassiano Alessiano, salito al trono col nome di Alessandro Severo, che nacquero e crebbero ad Arca Caesarea.